# Konservatorij za glasbo in balet Ljubljana
Konservatorij za glasbo in balet Ljubljana, do leta 2009 Srednja glasbena in baletna šola Ljubljana (kratica SGBŠ LJ), je sestavljena izobraževalna ustanova, ki vključuje glasbeno in plesno šolo na nižji stopnji (glasbena pripravnica, predšolska glasbena vzgoja, ples) in na srednji stopnji kot umetniška gimnazija (glasbena in plesna smer). Od leta 2008 je sedež šole na Ižanski cesti 12 (poleg ljubljanskega Botaničnega vrta).
V sistemu slovenskega glasbenega šolstva se nižja stopnja glasbene izobrazbe v smislu obvladovanja glasbenih instrumentov zaključi s 6. letnikom glasbene šole (GŠ), srednja stopnja s 4. letnikom in maturo na srednji glasbeni šoli (SGŠ), višja oziroma visoka stopnja glasbene izobrazbe pa na Akademiji za glasbo v Ljubljani (AG).
V spomin na slovenskega skladatelja, dirigenta in pedagoga Lucijana Marijo Škerjanca KGBL od leta 1995 podeljuje Škerjančeve nagrade. Po Lucianu Mariji Škerjancu se je, na slavnostni prireditvi  17. decembra 2010 poimenovala, do takrat Velika dvorana KGBL.
Pred zgradbo so ob Vegovi ulici kipi slovenskih skladateljev oziroma skladateljev, ki so delovali v Sloveniji:
- Emil Adamič
- Anton Foerster
- Jakob Petelin Gallus
- Fran Gerbič
- Matej Hubad
- Benjamin Ipavec
- Davorin Jenko
- Vatroslav Lisinski
- Stevan Stojanović Mokranjac
- Hugolin Sattner